# George Barnes
George Barnes (Pasadena, California; 16 de octubre de 1892-Los Ángeles, California; 30 de mayo de 1953) fue un director de fotografía estadounidense que trabajó desde la era del cine mudo hasta principios de los años 1950. Desde que comenzó su carrera fue nominado para los premios de la Academia cinco veces, incluido su trabajo en The Devil Dancer (1927) con Gilda Gray y Clive Brook. Sin embargo, sólo lo ganó una vez, por su trabajo en la película Rebecca (1940), de Alfred Hitchcock. Murió en la edad de 60 años en Los Ángeles, California, después de fotografiar por lo menos 142 películas. 
Estuvo casado con Joan Blondell desde 1933 a 1936 y es el padre del productor ejecutivo de televisión Norman S. Powell.

## Premios y distinciones
Premios Óscar
| Año  | Categoría                          | Película                   | Resultado |
| ---- | ---------------------------------- | -------------------------- | --------- |
| 1929 | Mejor fotografía                   | Vírgenes modernas          | Nominado  |
| 1941 | Mejor fotografía en blanco y negro | Rebecca                    | Ganador   |
| 1946 | Mejor fotografía en blanco y negro | Recuerda                   | Nominado  |
| 1946 | Mejor fotografía en color          | Los piratas del mar Caribe | Nominado  |
| 1951 | Mejor fotografía en color          | Sansón y Dalila            | Nominado  |